# 鹞式攻击机
鹞式攻击机（英語：Harrier Jump Jet）是英国、美国研制的一个垂直/短距起降喷气式攻击机家族。该机的研制初衷是为了应对核战时即便机场被战术核武器摧毁，也能够从停车场或者森林里的空地起降保卫领空。
鹞式攻击机安装布里斯托尔航空公司所研制的“飞马”式涡扇发动机，该发动机喷口可以向下偏转，从而使飞机可以垂直/短距起降，但付出的代价是飞行速度慢，只能亚音速飞行，而且飞机航程过短，载弹量也少。
鹞式攻击机是世界上第一种实用型垂直/短距起降战机，可携带导弹、炸弹和机炮等多种武器，主要進行海上巡逻、舰队防空、攻击海上目标、侦察和反潜等任务。
鹞式攻击机于1966年8月31日首飞，1969年4月开始装备部队，主要分为“鹞”系列、“海鹞”系列和“鹞Ⅱ”系列三个类型。美国曾由英国进口了“海鹞”系列，对其改进后称为AV-8B，在美国海军陆战队中服役。
鹞式家族有两代，共四种型号：
- 霍克·西德利鹞式攻击机
  - 英国宇航海鹞攻击机
- 麦道AV-8B鹞II攻击机
  - 英国宇航鹞II攻击机（英语：British Aerospace Harrier II）

霍克·西德利鹞式攻击机是第一代版本，也称作AV-8A鹞式。海鹞是其海军型号，用于攻击与防空。AV-8B与英国宇航鹞II是美国与英国所装备的第二代鹞式攻击机。

## 开发

### 背景

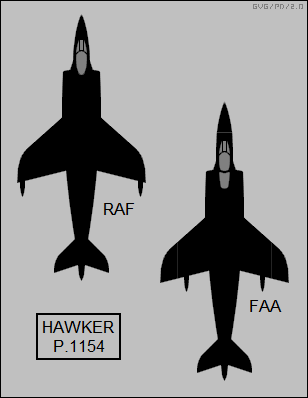
霍克P.1154

1957年布里斯托发动机公司（Bristol Engine Company）研究的推力向量发动机取得了进展。霍克飞机公司（Hawker Aircraft）正在设计满足北约“轻型战术支援飞机”（Light Tactical Support Fighter）规范的一款机型。这两个项目没有得到英国财政部的资助，但获得了北约的联合武器发展计划（Mutual Weapon Development Project）资金支持。
1960年，P1127原型机首飞。这是一种可進行亚音速飛行的小型飞机，最大起飞重量仅7吨，是后来鹞式的一半。北约当时曾提出一项名为NBMR-3（NATO Basic Military Requirement 3）的垂直起降飞机的规范，期望达到F-4幽靈II战斗机的性能水平。霍克公司设计了一种超音速版本，称作P.1150,但未能满足NBMR-3规范；因此，又设计了符合NBMR-3规范的霍克P.1154。霍克P.1154赢得了北约的竞标，但是由於北约内部的法国不支持而被取消。1961年后，P.1154作为英国空军和海军的双重用途飞机继续研发，直到1965年由于新上台的英国工党政府削减经费而被取消，当时原型机已在建造中。英国海军随后采用了F-4鬼怪战斗机；英国空军則继续支持P.1127项目，最终开发出鹞式攻击机。
P.1127共制造了9架试验机，并于1964年开始试飞，由英国、美国、西德组成的三方试飞中队负责。P.1154计划取消后，英国空军于1966年订购了修改版的P.1127/Kestrel，称作鹞式GR.1。

### 第一代鹞式
霍克西德尼鹞式攻击机GR.1/GR.3与AV-8A鹞式是第一代的鹞式近距离作战/侦察的攻击机，具有短距离/垂直起降能力，直接从霍克P.1127原型机发展而来。
英国宇航海鹞攻击机是海军版侦察/攻击机，由霍克西德尼鹞式攻击机演变而来。1980年4月入役英国海军航空兵作为海鹞FRS.1，1993年升级版的海鹞FA2入役。这些海鹞机型于2006年3月从英国海军航空兵退役。海鹞FRS Mk.51仍在印度海军服役，作为印度航空母舰维拉特号的舰载机。

### 第二代鹞式
麦道公司与英国宇航公司（现在分别是波音与BAE系统公司的一部分）几乎完全重新设计了鹞式飞机，称为AV-8B鹞II。这种第二代垂直/短距离起降多用途战机，包括英国宇航鹞II攻击机（GR5/GR7/GR9）在1980年代中期入役。AV-8B主要用于轻型攻击或多任务角色，从小型航母上起降。西班牙、意大利也使用此型战机。英国宇航鹞II攻击机是AV-8B鹞II的修改版本，英国空军、海军使用到2010年。
从1969年到2003年，共制造了824不同型号的鹞式攻击机。新型鹞式战斗机的生产于1997年结束。2003年12月最后一批再制造的鹞式战机（鹞II+配置）交付后，鹞式生产线关闭。

## 使用
鹞式战机通常是短距离滑跑起飞以节省燃料。在航空母舰上，海鹞一般通过滑跃方式起飞。降落时，尽管传统降落方式是可行的，但必须限定于一个非常窄的速度范围，因为鹞式的外侧起落架相对易损。因此，通常采用垂直降落，同时保持一定的前进速度。

### 替换机型
2010年后期，F-35闪电II战斗攻击机中的F-35B规划于2014年开始替换美国海军陆战队的AV-8B鹞II  与意大利海军。2012年5月，英国海空军也计划于2020年开始引入F-35B。在2010年，英国海空军宣布于2011年退役剩余的鹞式战机。2010年12月，英国空军鹞式GR9做了最后一次战斗飞行。2011年6月，英国国防部否认将把鹞式飞机卖给美国海军陆战队作为备用零件，称交易仍在谈判。2011年11月底，英国国防部宣布最终的72架鹞式卖给了美国海军陆战队。而美軍也正準備讓這批狀態還可以的戰機退役，據稱將有可能販賣給台灣使用。

## 型号

### 霍克·西德利P.1127

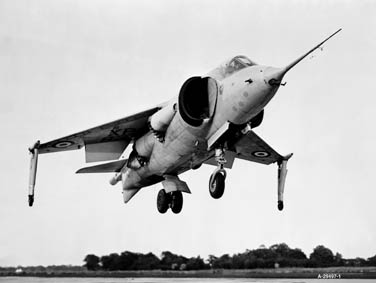
1962年霍克P.1127 XP831原型机

P.1127
试验型垂直/短距起降飞机。2架原型机、4架开发机。
Kestrel FGA.1
用于三方评价中队。制造了9架，后来6架移交给美国用于设计XV-6A。
P.1127（RAF）
在正式生产订购鹞式GR1之前，制造了6架预生产型，用于试飞。
XV-6A
6架Kestrel FGA.1移交美方后的美国编号。
VZ-12
2架P.1127开发机的美军代号，但未移交美方。

### 霍克·西德利鹞式

#### 单座

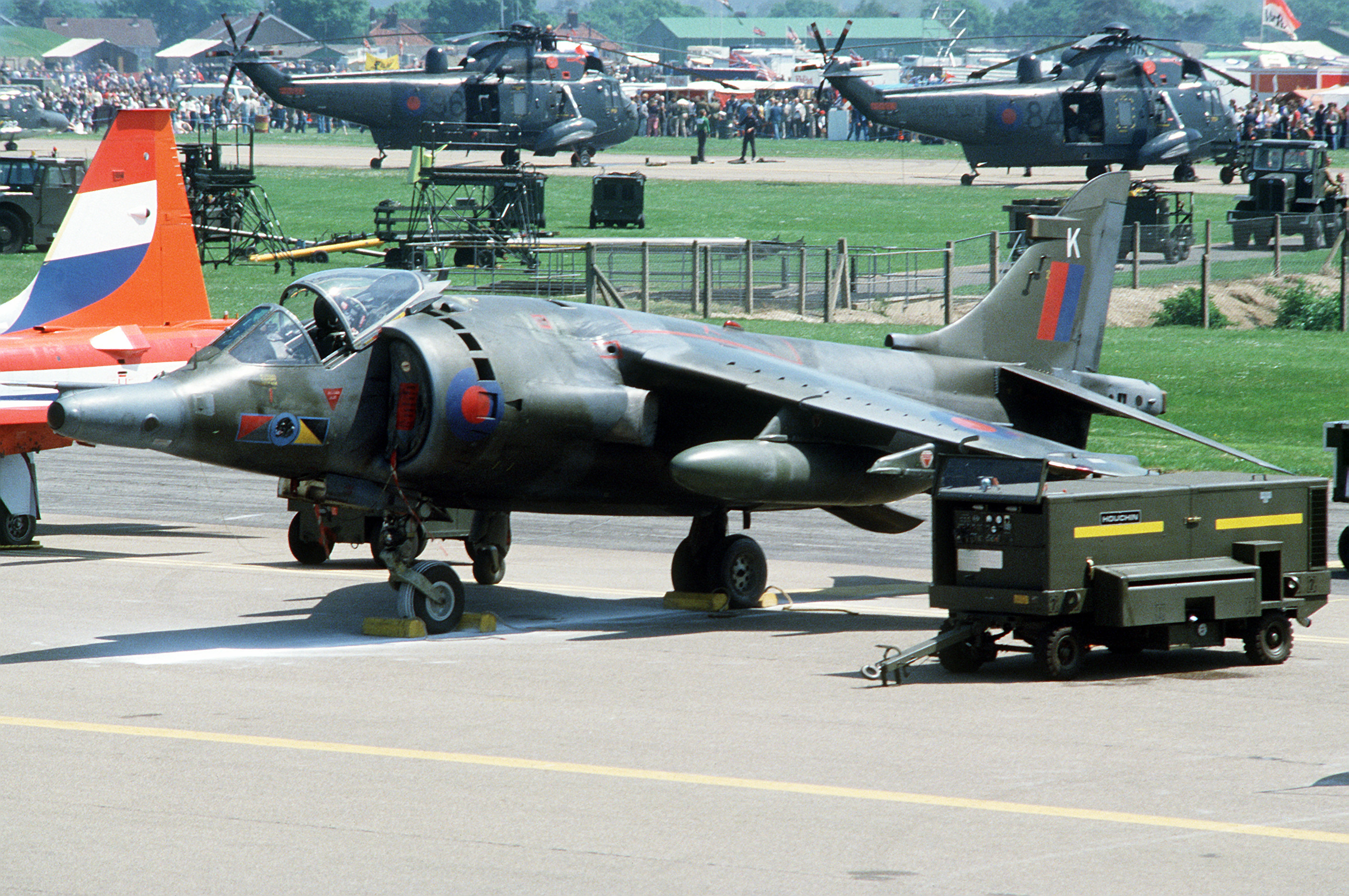
1984年米尔登霍尔航展上的英国空军鹞式GR.3战斗机

鹞式GR.1
英国空军使用的最初制造型号，使用84.7 kN的罗-罗公司的飞马6发动机（飞马Mk 101） 一共建造了 61 架。。
鹞式GR.1A
GR.1的升级型号，换用了91.4 kN的飞马10发动机（飞马Mk 102）。制造了17架GR.1A，并把41架GR.1升级为GR.1A配置。总计58架GR.1A。
鹞式GR.3
升级了一些传感器，如加长机头部的激光跟踪器，垂尾上的雷达告警接受器等。并换装了95.9 kN的飞马11发动机（Pegasus Mk 103）。新生产了40架该型号，最后交付是1986年12月。还有62架GR.1/GR.1A升级为GR.3配置。
AV-8A鹞式
但最对地攻击，侦察、近距空中支援与战斗飞机，动力为飞马11发动机（美军型号称为F102-RR-402），使用简易导航/攻击系统。美国海军陆战队订购了102架。工厂生产型号称为鹞式Mk 50。
AV-8C美国海军陆战队的AV-8A的升级型号。
AV-8S斗牛士（Matador）
AV-8A出口给西班牙海军的型号。1990年代中期转售给泰国海军。西班牙军方称为VA-1斗牛士。工厂生产型号称为鹞式Mk 53用于首批，Mk 55用于第二批。

#### 双座

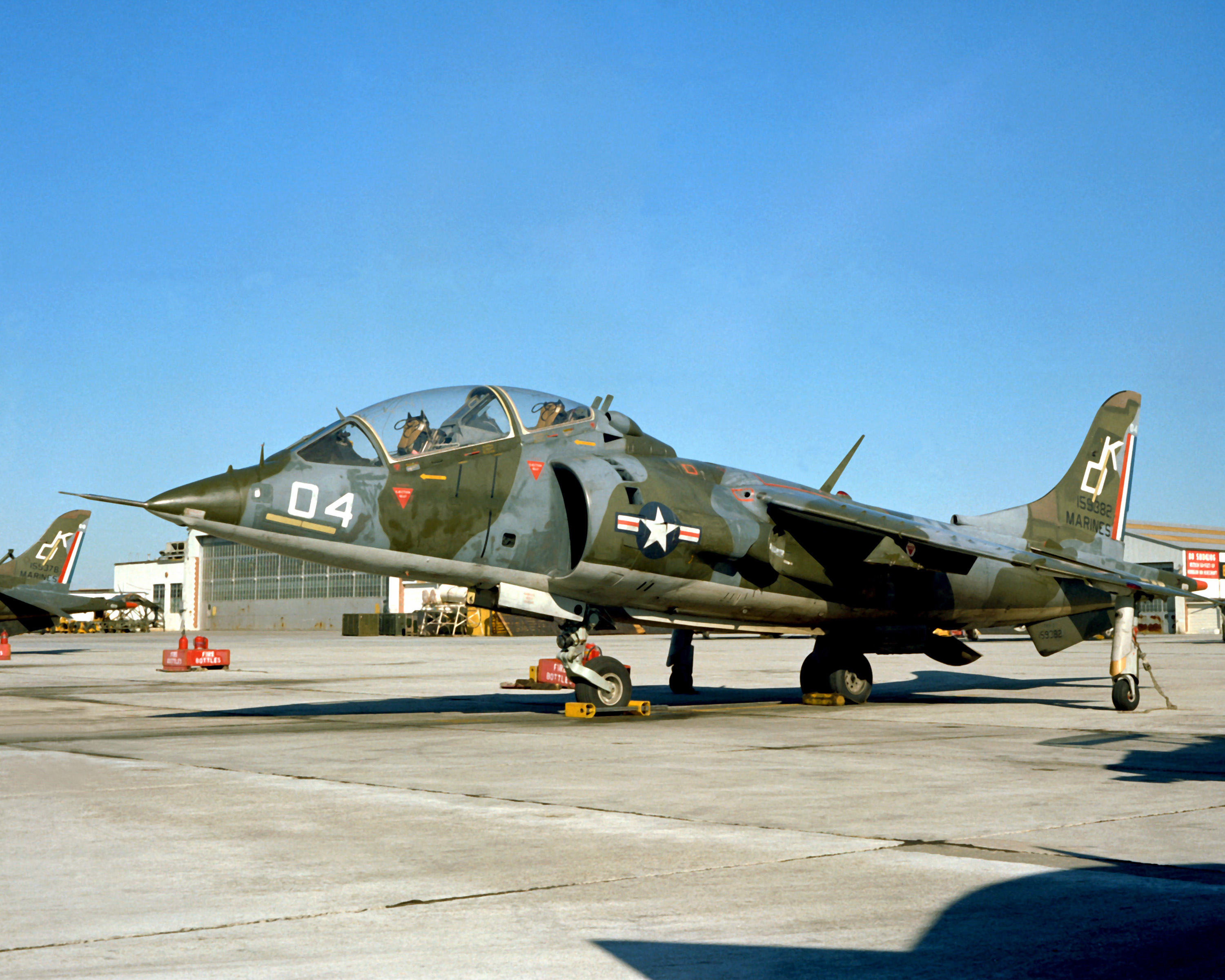
A USMC TAV-8A Harrier from VMAT-203 on the flight line.

鹞式T.2
英国空军使用的加长的教练型号，使用飞马Mk 101发动机与更高的垂尾。
鹞式T.2A
T.2改用飞马Mk 102的升级型号。
鹞式T.4
英国空军使用的与鹞式GR.3配套的教练型号，使用飞马Mk 103发动机、激光寻的器、雷达警告接收器。
鹞式T.4A
T.4是T.4的基本教练型，没有装备激光寻的器、雷达警告接受器。
鹞式T.4N
鹞式T.4A供应国海军使用的型号。航电设备与海鹞FRS.1一致。
鹞式T.8
海军用教练机，航电设备与海鹞F（A）.2一致。
鹞式T.52
基于T.2出口型号的表演机。最初使用飞马102发动机。在1971年巴黎航展失事后于1971年9月15日又制造了一架改用飞马103发动机。
鹞式T.60
T4N出口给印度海军的型号。
TAV-8A鹞式
美国海军陆战队的双座教练型号，使用飞马Mk 103发动机。工厂生产型号称为Harrier Mk 54。生产了8架。
TAV-8S斗牛士
TAV-8A出口给西班牙海军的型号。后转卖给泰国海军。西班牙海军称之为VAE-1 Matador工厂生产型号。Harrier Mk 54

### 英国宇航海鹞

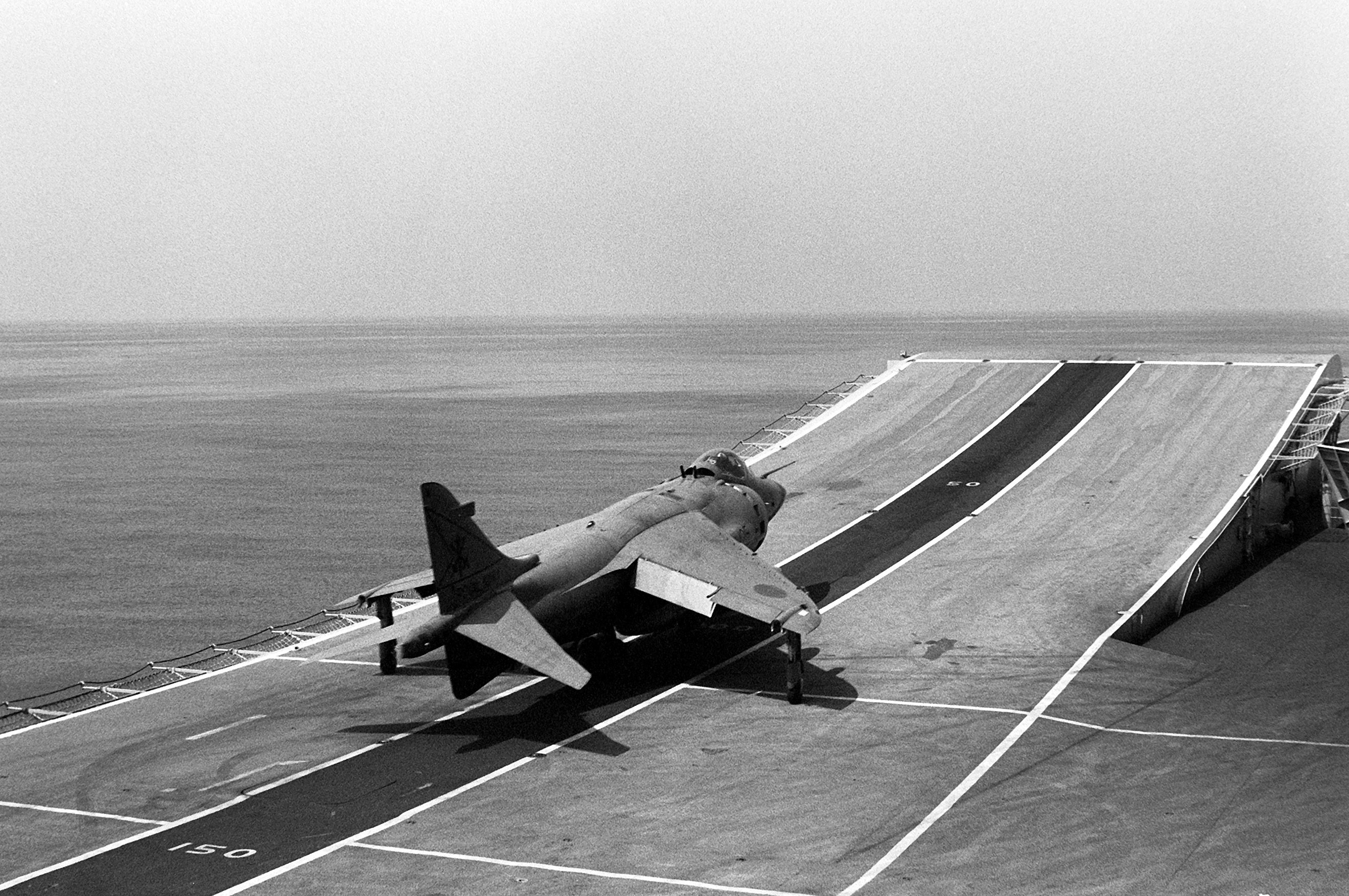
海鹞FRS 1型飞机在無敵號航空母艦

海鹞FRS.1
1978年至1988年，共入役57架该型号飞机。1988年该型号飞机升级为海鹞FA2。
海鹞FRS.51
印度海军的单座侦察、攻击、战斗机，类似于英国海军的FRS1。FRS.51配备了R550魔术空空导弹。
海鹞F（A）.2
海鹞FRS1在1988年后的升级型号，配备了蓝狐（Blue Vixen）脉冲多普勒雷达与AIM-120 AMRAAM导弹。

### 麦道AV-8B鹞II

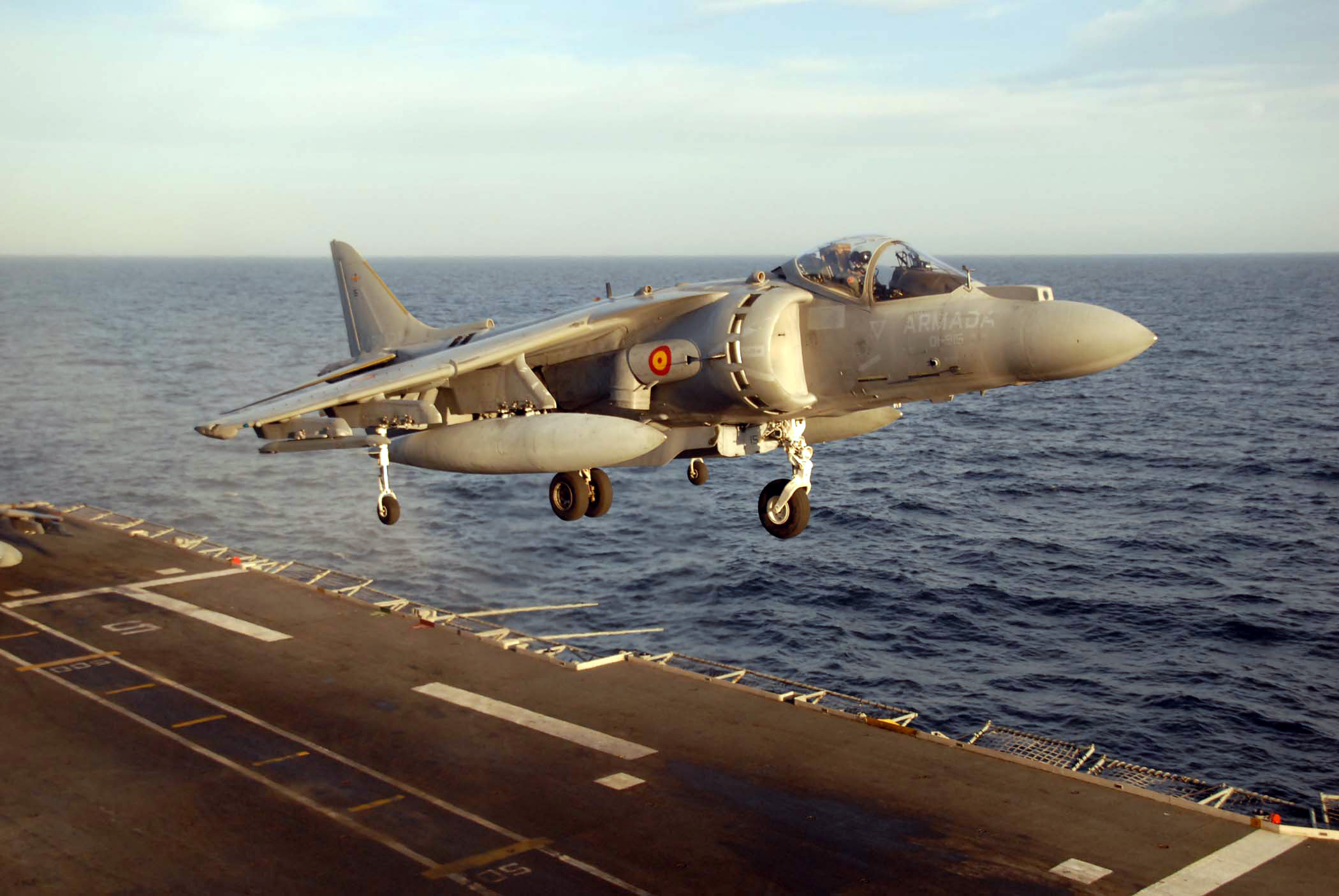
一架AV-8B鹞II+正在西班牙阿斯圖里亞斯親王號航空母艦上降落

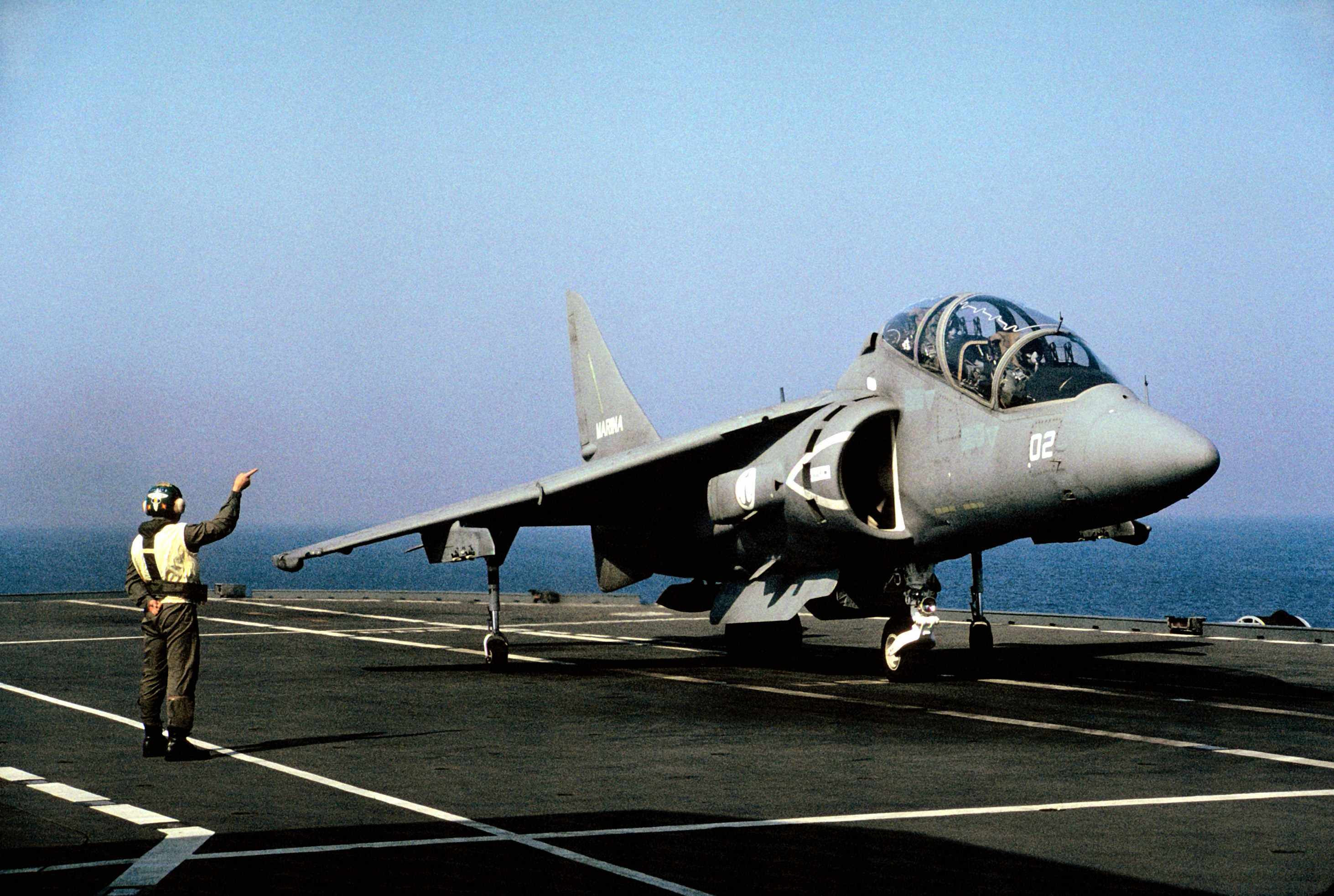
意大利TAV-8B鹞II飞机在加里波底號航空母艦.

YAV-8B1978年两架AV-8A飞机（BuNo 158394, 158395）改造为YAV-8B原型试验机。
AV-8B鹞II
昼间攻击机。1982年生产了4架全功能开发机，随后在1983-1989年生产了162架。大部分后来升级为下述两种型号之一，其余的退役。
AV-8B鹞II夜间攻击机
安装了导航前向红外镜头（Navigation Forward Looking Infrared camera），升级了驾驶舱，兼容于夜视头盔。换装飞马11发动机。最初称为AV-8D。
AV-8B鹞II+
类似于夜间攻击机型号，增加了APG-65雷达。装备了美国海军陆战队、西班牙海军、意大利海军。72架改造于AV-8B，43架是在1993到1997年间新造。
TAV-8B鹞II
双座教练型。1986-1992年间制造了23架。
TAV-8B鹞II+
1990-1991年为意大利制造了2架。
EAV-8B斗牛士II
1987-1988年为西班牙海军制造了12架。
EAV-8B斗牛士II+
AV-8B鹞II+的西班牙使用的型号。11架是从EAV-8B改造而来，8架在1995-1997年新造。

### 英国宇航鹞II
GR5
英国空军的第二代鹞式飞机的第一款型号。在航电设备、武器、对抗设备上不同于AV-8B。制造了41架。
GR5A
根据GR7的设计对GR5做的一个小的升级型号。
GR7
GR5的升级型号。
GR7A

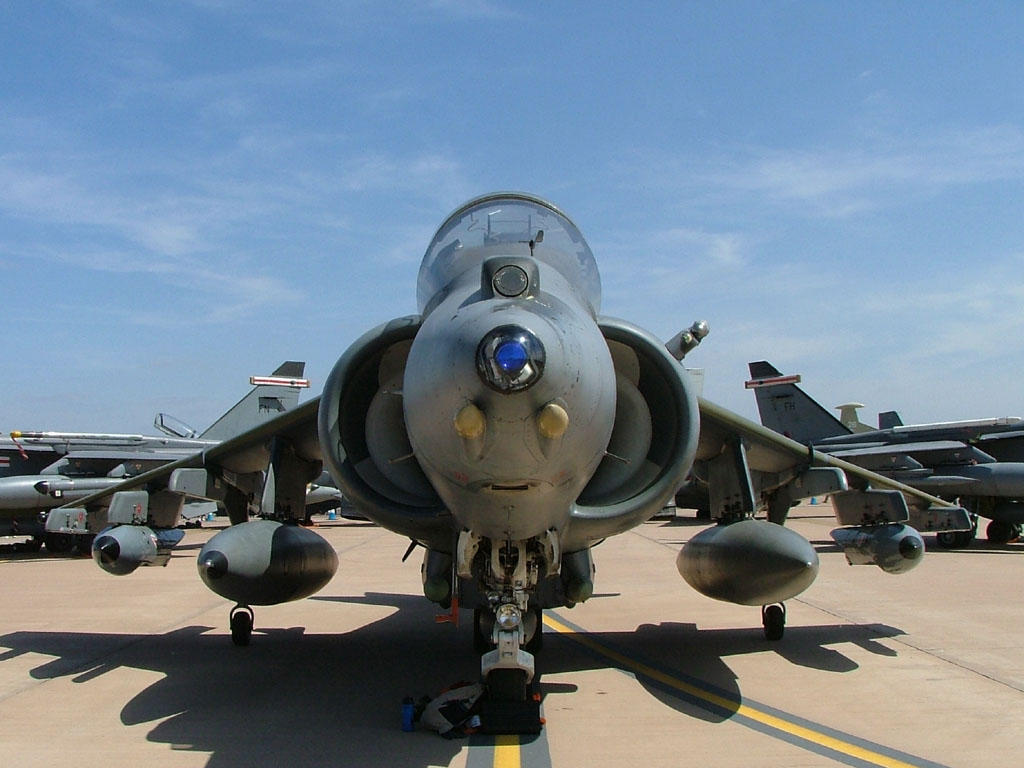
一架英国空军的GR7A飞机在2005年英国皇家国际航空展上。

GR7A是GR7换装飞马Mk 107发动机的型号，推力111 kN。
GR9
GR7的航电与武器升级。
GR9A
是GR7A的航电与武器升级。GR9换用飞马Mk 107发动机后即为GR9A。
T10
鹞式T10是英国空军第二代鹞式飞机的第一款双座教练型号。以TAV-8B为基础设计。
T12
适用于GR7与GR9的双座教练型号。9架T10升级为T12，但保留了原来的飞马105发动机。

## 用户

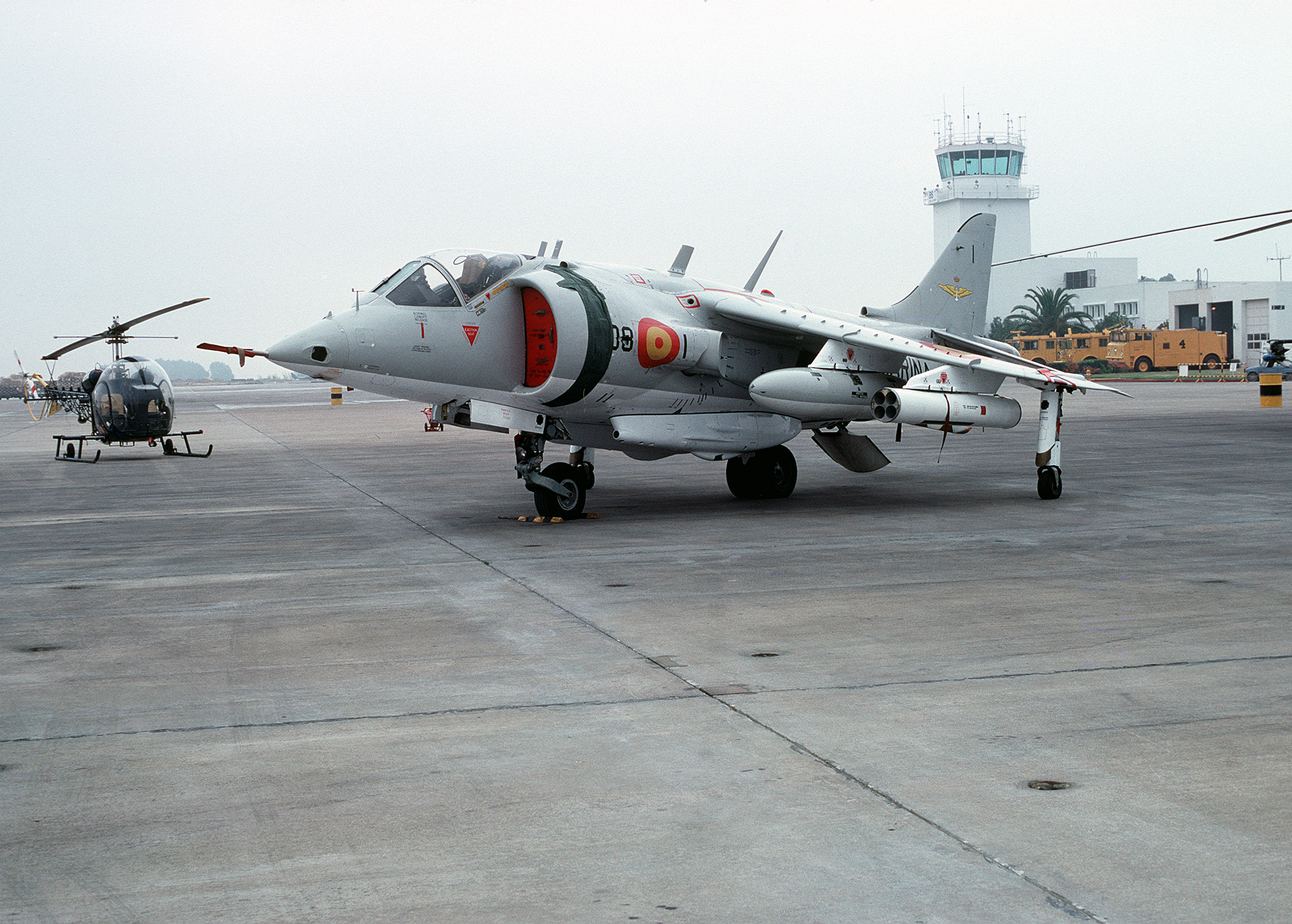
A西班牙海军AV-8S斗牛士战机

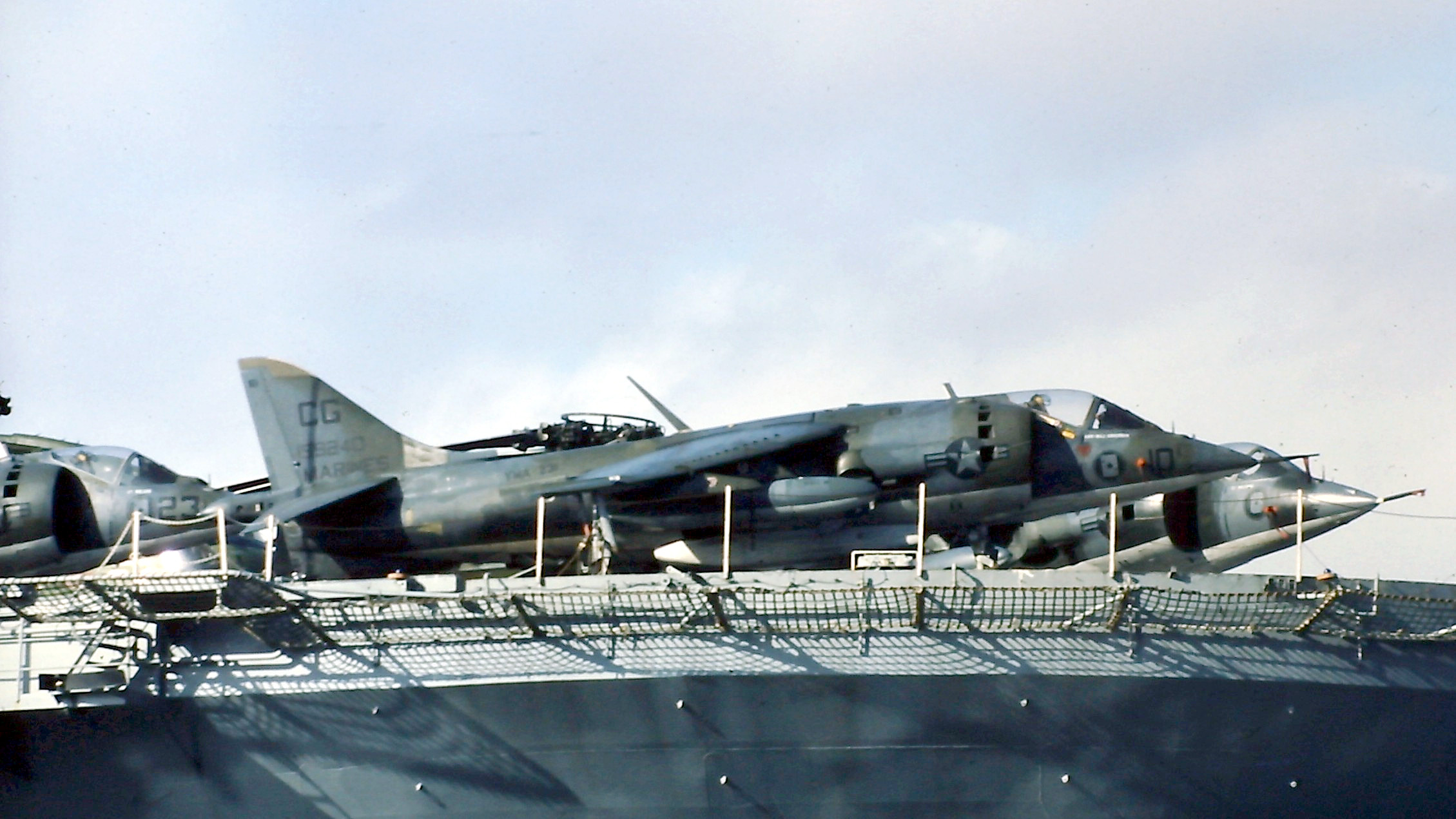
1980年美国海军陆战队VMA-231中队的AV-8A

### P.1127、原型机及试验机用户
英国
英国飞机与军械实验研究所P.1127与茶隼试验与试飞。
英国空军
英国中央战机研究中心 - 茶隼（P.1127）试验中队，经费由英、美、西德均摊，9架茶隼飞机用于试飞。1架坠毁，6架后来移交美国，1架移交皇家航空研究院，1架归霍克·西德利公司。
皇家航空研究院P.1127与茶隼的试飞。
 美国
美国陆军
参与了三方试飞中队，以及在美国的型号名为XV-6A的试飞。获得了3架美国以及3架西德的茶隼试验机。4架后来移交美国空军，2架移交NASA。
美国空军
4架茶隼试验机来自美国陆军。
美国海军
参与了三方试飞中队。
NASA
获得了2架美国陆军的茶隼试验机。
 西德
德国空军
参加了3方试飞，3架份额试验机给了美国。

### 第一代鹞式飞机用户
印度
印度海军
鹞式T.54用于海鹞训练。
 西班牙
西班牙海军
No. 008 Escuadrilla – AV-8S与TAV-8S斗牛士。
 泰國
泰国海军
第1中队– AV-8S与TAV-8S。 于2006年鹞式战机退役。
 英国
英国空军
英国空军第1中队
1969年7-10月装备鹞式GR.1，1988年换装第二代鹞式GR.5，1989年3月31日完全换掉GR.3。
英国空军第3中队
1971年1月1日开始装备鹞式GR.1A。1989年换装GR.5。
英国空军第4中队
1970年早期开始装备鹞式，1990年换装GR.7。
英国空军第20中队
1970年10月装备鹞式。1977年2月解散，飞机移交给在德国的两个中队。
英国空军第233作战转换单位
1970年10月作为鹞式转换单位。，1992年改称第20中队，继续使用鹞式GR.3直至1994年。 而T.4使用至1996年。
英国空军第1417飞行队
1980-1993年部署于中美洲国家伯利兹。
英国空军第1453飞行队
1983年8月-1985年6月部署于马尔维纳斯群岛的斯坦利。
英国海军
英国海军航空兵第899中队
使用T.4A与T.4N作为海鹞飞机的教练型号。
 美国
美国海军陆战队
VMA-231
AV-8A/C鹞式，1973–1985。
VMA-513
AV-8A/C鹞式，1971–1986。
VMA-542
AV-8A/C鹞式，1972–1986。
VMAT-203
训练中队，装备AV-8A与TAV-8A Harrier. 1975–1987。

### 海鹞用户
印度
印度海军 - 海鹞F.52
印度海军航空兵第300中队
'白虎'
 英国
英国海军航空兵–海鹞FRS.1与海鹞F（A）.2
英国海军航空兵第800中队
2006年解散
英国海军航空兵第801中队
2006年解散
英国海军航空兵第809中队
d2006年解散
英国海军航空兵第899中队
2006年解散

### 美国麦道公司AV-8B鹞II用户
義大利
意大利海军
14架AV-8B+与2架TAV-8B在役。
 西班牙
西班牙海军
16架EAV-8B+与1架TAV-8B在役。
第09中队
 美国
美国海军陆战队
126架AV-8B+与16架TAV-8B鹞II在役。
VMA-211
VMA-214
VMA-223
VMA-231
VMA-311
VMA-513
VMA-542
VMAT-203
VX-31
VX-9

### 英国宇航公司鹞II用户
英国
英国空军
（1989–2011）–英国宇航系统公司的鹞II GR.5 / GR.5a / GR.7 / GR.7a / GR.9 / GR.9a / T.10 / T.12
英国空军第1中队
英国空军第3中队至2006年
英国空军第4中队
英国空军第20中队至2010年
英国空军打击进攻作战评价中心（RAF Strike Attack Operational Evaluation Unit）
英国海军 - 英国海军航空兵
英国宇航系统公司鹞II GR.7 / GR.7a / GR.9 / GR.9a
英国海军航空兵第800中队（2006–2007, 2010）
英国海军航空兵攻击大队（2007–2010）

## 规格

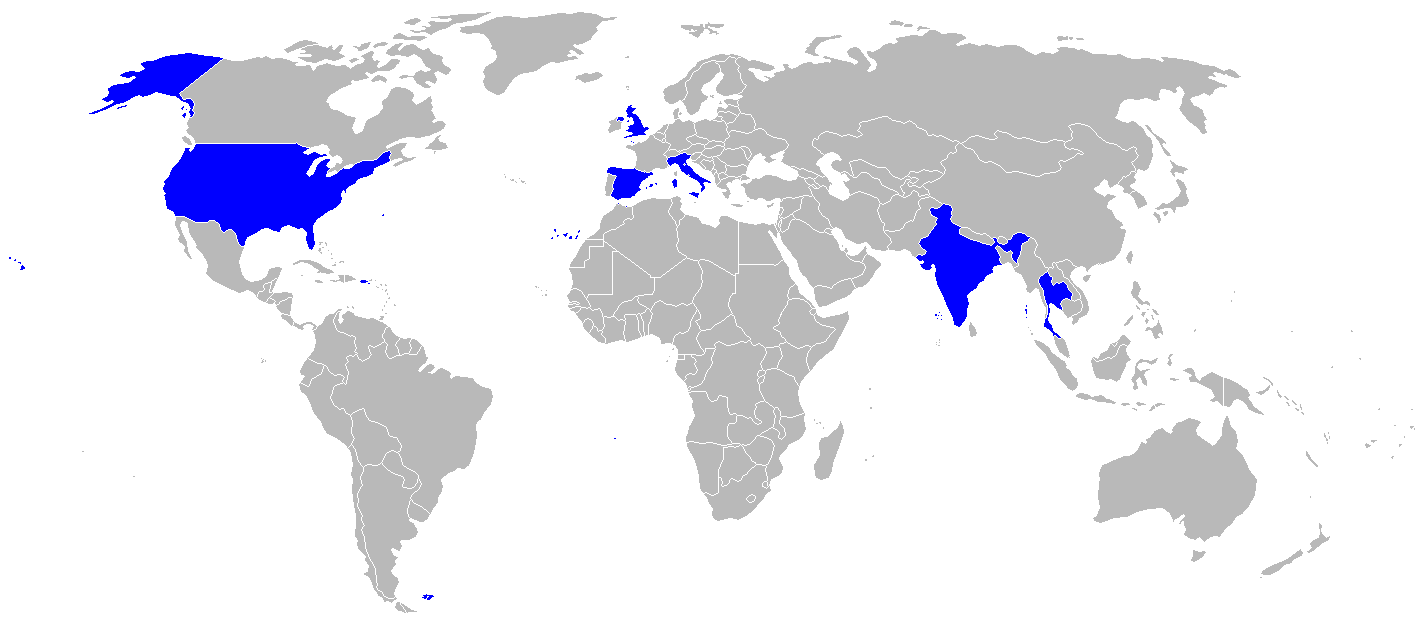
鹞式各型号的用户

|                           | 茶隼FGA.1                  | 鹞式GR3/AV-8A                | 海鹞FA2                      | 鹞式GR9                      | AV-8B鹞II+                   |
| ------------------------- | -------------------------- | ---------------------------- | ---------------------------- | ---------------------------- | ---------------------------- |
| 乘员                      | 单人（教练型为双人）       | 单人（教练型为双人）         | 单人（教练型为双人）         | 单人（教练型为双人）         | 单人（教练型为双人）         |
| 长度                      | 42英尺6英寸（13.0）        | 47英尺2英寸（14.4）          | 46英尺6英寸（14.2）          | 46英尺4英寸（14.1）          | 47英尺8英寸（14.5）          |
| 翼展                      | 22英尺11英寸（6.98）       | 25英尺3英寸（7.70）          | 25英尺3英寸（7.70）          | 30英尺4英寸（9.25）          | 30英尺4英寸（9.25）          |
| 机高                      | 10英尺9英寸（3.28）        | 11英尺4英寸（3.45）          | 12英尺4英寸（3.76）          | 11英尺8英寸（3.56）          | 11英尺8英寸（3.56）          |
| 空重                      | 10,000磅（4,540）          | 12,200磅（5,530）            | 14,052磅（6,370）            | 12,500磅（5,670）?           | 13,968磅（6,340）            |
| 最大起飞重量 （短距起飞） | 17,000磅（7,710）          | 26,000磅（11,800）           | 26,200磅（11,900）           | 31,000磅（14,100）           | 31,000磅（14,100）           |
| 最大速度                  | 545英里每小時（877每小時） | 731英里每小時（1,180每小時） | 735英里每小時（1,180每小時） | 662英里每小時（1,070每小時） | 662英里每小時（1,070每小時） |
| 作战半径                  |                            | 200海里（370）               |                              | 300海里（556）               | 300海里（556）               |
| 发动机                    | 飞马6                      | 飞马11 Mk 101                | 飞马11 Mk 106                | 飞马11 Mk 107                | 飞马11 Mk 105                |
| 推力                      | 15,000磅力（66.7千牛頓）   | 21,800磅力（97.0千牛頓）     | 21,800磅力（97.0千牛頓）     | 24,750磅力（110千牛頓）      | 23,500磅力（105千牛頓）      |
| 雷达                      | None                       | None                         | Blue Fox / Blue Vixen        | None                         | AN/APG-65                    |

数据源